# SourceForge.net
SourceForge.net — крупнейший в мире сайт для сравнения B2B-программного обеспечения с почти 20 миллионами уникальных посетителей каждый месяц. Он обслуживается компанией SourceForge, Inc. и использует проприетарную систему SourceForge.
На SourceForge.net размещено более 105 000 продуктов B2B-программного обеспечения, охватывающих более 4000 категорий. Разработчики могут размещать и совместно разрабатывать свои программные проекты. Сегодня на платформе размещено более 430 тыс. проектов, и ежедневно происходит около 4,8 миллионов загрузок. Количество зарегистрированных пользователей превышает 3,7 миллиона.
один из самых больших в мире веб-сайтов для разработчиков открытого программного обеспечения, который обслуживается SourceForge, Inc. и использует проприетарную систему SourceForge.
Когда SourceForge стала проприетарной, независимые разработчики продолжили разработку в виде форка, который теперь называется Savane, и используется, среди прочих, сайтами Gna! и GNU Savannah.
На этом сайте разработчики могут размещать и совместно разрабатывать свои программные проекты. Ныне на SourceForge.net размещены более 430 тыс. проектов. Каждый день совершается около 4,8 миллионов загрузок. Количество зарегистрированных пользователей превышает 3,7 млн.
В одном из пунктов условий использования говорится, что передавая какие-либо данные через SourceForge.net, пользователи дают SourceForge, Inc. неисключительную пожизненную лицензию на их использование, изменение и продажу.
27 июня 2008 года сайт SourceForge.net был заблокирован на территории КНР. Предположительно причиной блокировки могла быть реакция китайского правительства на заявления разработчиков популярной программы Notepad++ о бойкоте Олимпиады 2008 в Пекине.. Но спустя несколько месяцев блокировка была снята.
26 января 2010 года правительство США заблокировало SourceForge.net для стран из «чёрного списка» США: Кубы, Ирана, Сирии, Ливии, Судана и Северной Кореи. Также был заблокирован сервис Google Code.. 
В декабре 2014 президент США Барак Обама наложил экономические санкции на Российскую Федерацию в связи с украинскими событиями 2014 года, в частности, запретив американским компаниям вести бизнес в Крыму. В результате около 2 миллионов жителей Крыма не имеют доступа к большинству веб-сервисов, в том числе и к сервису sourceforge.net, хотя к нему всё ещё можно получить доступ, используя прокси-службу, такую как Tor.